# Cinema underground
Con il termine cinema underground o con film underground (dall'inglese underground film. tradotto in italiano film clandestino, film sotterraneo), ci si riferisce ad uno stile cinematografico le cui modalità produttive, esecutive e distributive sono condotte seguendo canali differenti da quelli del cinema dominante. L'applicazione di tale termine al cinema risale alla fine degli anni '50 e l'inizio degli anni '60, e fu poi ampiamente usato da alcuni degli autori che aderirono al New American Cinema Group come sostituto del più generico cinema sperimentale. Comunque sia il termine cinema underground, un po' come il suo corrispettivo stampa underground, divenne un referente metaforico di una cultura sovversiva e clandestina, in opposizione con i media ufficiali e legittimati.

## Definizione
La prima applicazione scritta del termine "film underground" risale al saggio dall'omonimo titolo, scritto nel 1957 dal critico cinematografico statunitense Manny Farber, che lo usò per riferirsi al lavoro di registi che "giocavano un ruolo anti-artistico ad Hollywood", in aperto contrasto con "registi di genere soldier-cowboy-gangster come Raoul Walsh, Howard Hawks, William Wellman" ma anche con altri, da lui considerati "meno talentuosi come De Sica e Zinnemann" e che continuavano ad affascinare la critica.
Secondo Jonas Mekas del New American Cinema Group, il termine cinema underground fu invece l'atto conclusivo di un trentennio di cinema sperimentale: tra il '30 ed il '50, i termini Cinema d'avanguardia e Cinema sperimentale, venivano usati per riferirsi alle tendenze avanguardistiche rispettivamente dell'Europa e degli Stati Uniti. Intorno agli anni '50 gli artisti cominciarono a sentire il limite di una parola che faceva sembrare le loro opere come dei parziali tentativi, degli esperimenti, sostituendo di volta in volta la parola sperimentale con Cinema personale, Cinema individuale e Cinema indipendente. Se nel 1960, la politica degli autori rese anacronistici i primi due termini, il termine cinema indipendente fu abbandonato in seguito all'adozione di questo da parte di alcuni cineasti di Hollywood. Fu Marcel Duchamp, in una famosa conferenza a Filadelfia nel 1961, a dichiarare che l'Arte dovesse andare in clandestinità ("will go underground"), indicando la via per l'utilizzo del termine cinema underground.
Il termine fu adottato poi, sul finire degli anni '70 e nella prima metà degli '80, da autori aderenti ai movimenti newyorkesi del cinema della trasgressione e del cinema no wave.